# Hamad Al-Enezi
Hamad Naif Al-Enezi (Kuwait City, 5 ottobre 1986) è un calciatore kuwaitiano, attaccante dell'Al-Arabi.

## Carriera

### Club
Comincia a giocare all'Al-Qadisiya. Nel gennaio 2014 passa all'Al Salmiya. Nel 2016 viene acquistato dall'Al-Arabi.

### Nazionale
Ha debuttato in Nazionale il 2 gennaio 2008, nell'amichevole Kuwait-Libano (3-2). Ha messo a segno la sua prima rete con la maglia della Nazionale il 20 gennaio 2009, nell'amichevole Kuwait-Turkmenistan (2-0), in cui ha siglato la rete del momentaneo 1-0. Ha partecipato, con la Nazionale, alla Coppa d'Asia 2011. Ha collezionato in totale, con la maglia della Nazionale, 36 presenze e 4 reti.